# Copris capensis
Copris capensis là một loài bọ cánh cứng trong họ Bọ hung (Scarabaeidae).